# Rivoluzione del 5 ottobre 1910
La rivoluzione del 5 ottobre 1910 sancì la fine della monarchia costituzionale portoghese e la nascita della Prima Repubblica portoghese. Questo mutamento degli assetti istituzionali fu il risultato di una sollevazione militare supportata dal Partito Repubblicano Portoghese.
Nel 1910 il Regno del Portogallo era in profonda crisi. Numerose cause avevano portato a un diffuso risentimento contro la monarchia: la pressione britannica sulle colonie portoghesi, le spese della famiglia reale e l'assassinio del re e del suo erede nel 1908, il cambiamento delle opinioni religiose e sociali e l'instabilità dei due partiti politici (Partido Progressista e Partido Regenerador), la dittatura di João Franco e l'apparente incapacità del regime di adattarsi ai tempi moderni. I sostenitori della repubblica, in particolare il Partito Repubblicano, avevano trovato il modo di trarre vantaggio dalla situazione. Il Partito Repubblicano si presentava come l'unico con un programma in grado di restituire al paese il suo status perduto e mettere il Portogallo sulla strada del progresso.
Dopo una riluttanza dei militari a combattere, quasi duemila soldati e marinai si ribellarono tra il 3 e il 4 ottobre 1910, e la Repubblica fu proclamata alle 9 del mattino del giorno successivo dal balcone del municipio di Lisbona. Dopo la rivoluzione, un governo provvisorio guidato da Teófilo Braga diresse le sorti del paese fino all'approvazione della Costituzione nel 1911 che segnò l'inizio della Prima Repubblica. Tra l'altro, con l'istituzione della repubblica, furono cambiati i simboli nazionali: l'inno nazionale e la bandiera. La rivoluzione ha prodotto alcune libertà civili e religiose, sebbene non ci sia stato alcun progresso nei diritti delle donne e nei diritti dei lavoratori, a differenza di quanto accaduto in altri paesi europei.

## Antefatti

### L'Ultimatum Britannico del 1890 e la ribellione del 31 gennaio
L'11 gennaio 1890 il governo britannico di Lord Salisbury inviò al governo portoghese un ultimatum sotto forma di "memorandum", chiedendo il ritiro delle forze militari portoghesi guidate da Serpa Pinto dal territorio tra le colonie di Angola e Mozambico (le attuali Zimbabwe e Zambia), in un'area rivendicata dal Portogallo.
La rapida conformità da parte del governo portoghese alle richieste britanniche fu vista come un'umiliazione nazionale da un ampio spaccato della popolazione e dell'élite. Ciò ramificò una profonda insoddisfazione per il nuovo re, Carlo I del Portogallo, la famiglia reale e l'istituzione della monarchia, tutti ritenuti responsabili del presunto processo di "declino nazionale". La situazione fu aggravata dalla grave crisi finanziaria verificatasi tra il 1890 e il 1891, quando i fondi inviati dagli emigranti in Brasile diminuirono dell'80% per la cosiddetta crisi dell'encilhamento a seguito della proclamazione della repubblica in Brasile due mesi prima, evento che fu seguito con apprensione dal governo monarchico ed accolto con giubilo dai difensori della repubblica in Portogallo. I repubblicani seppero come trarre vantaggio dall'insoddisfazione, avviando un allargamento della loro base di sostegno sociale che sarebbe culminata con la fine del regime.
Il 14 gennaio il governo progressista cadde e il leader del Partido Regenerador, António de Serpa Pimentel, fu scelto per formare il nuovo governo. I progressisti iniziarono quindi ad attaccare il re, votando per i candidati repubblicani nelle elezioni di marzo di quell'anno, mettendo in discussione l'accordo coloniale firmato con gli inglesi. Alimentando un'atmosfera di quasi insurrezione, il 23 marzo 1890, António José de Almeida, all'epoca studente all'Università di Coimbra e, in seguito, presidente della Repubblica, pubblicò un articolo dal titolo "Bragança, o último", considerato calunnioso contro il re, che lo fece imprigionare.
Il 1º aprile 1890, l'esploratore António Francisco da Silva Porto si immolò avvolto in una bandiera portoghese a Kuito, in Angola, dopo il fallimento dei negoziati con la gente del posto agli ordini di Henrique Mitchell de Paiva Cabral Couceiro, fallimento che attribuì all'ultimatum. La morte del noto esploratore del continente africano generò un'ondata di sentimento nazionale, e il suo funerale fu seguito da una folla a Porto. L'11 aprile fu messa in vendita l'opera poetica Finis Patriae di Guerra Junqueiro, una satira che criticava il re.
Nella città di Porto, il 31 gennaio 1891, ebbe luogo una rivolta militare contro la monarchia, costituita principalmente da sergenti e ranghi arruolati. I ribelli, che usavano l'inno nazionalista A Portuguesa come canto di marcia, presero il Paço do Concelho, dal cui balcone, il giornalista e politico repubblicano Augusto Manuel Alves da Veiga proclamò l'istituzione della repubblica in Portogallo e issò una bandiera rossa e verde appartenente al Centro Democrático Federal 15 de Novembro. Il movimento fu soppresso poco dopo da un distaccamento militare della guardia municipale che rimase fedele al governo, provocando 40 feriti e 12 vittime. I ribelli catturati furono giudicati. In 250 ricevettero condanne da 18 mesi a 15 anni di esilio in Africa. A Portuguesa fu proibita. Nonostante il suo fallimento, la ribellione del 31 gennaio 1891 fu la prima grande minaccia avvertita dal regime monarchico e un segno di ciò che sarebbe arrivato quasi due decenni dopo.

### Regicidio di Lisbona nel 1908
Il 1º febbraio 1908, mentre tornavano a Lisbona dal Palazzo Ducale di Vila Viçosa nell'Alentejo, dove avevano trascorso del tempo durante la stagione di caccia in inverno, il re Carlo I del Portogallo e il suo erede e figlio maggiore, Luigi Filippo, principe reale del Portogallo, furono assassinati nella Piazza del Commercio di Lisbona.
L'attentato è avvenuto dopo un progressivo declino del sistema politico portoghese, effettivo sin dalla Regeneração, dovuto in parte all'erosione politica originata dal sistema dei governi a rotazione (che ha visto alternarsi al governo il Partido Progressista e il Partido Regenerador). Il re, in qualità di arbitro del sistema, ruolo a lui attribuito dalla Costituzione, aveva designato João Franco presidente del Consiglio dei ministri (capo del governo). João Franco, dissidente del Partido Regenerador, convinse il re a sciogliere il parlamento in modo che potesse attuare una serie di misure con l'obiettivo di moralizzare la politica portoghese. Questa decisione irritava non solo l'opposizione repubblicana ma anche monarchica, guidata dai rivali politici di Franco che lo accusavano di governare in dittatura. Gli eventi furono aggravati dalle questioni degli anticipi alla Casa Reale e dalla firma del decreto del 30 gennaio 1908 che prevedeva l'esilio alle colonie, senza giudizio, di coloro che erano coinvolti in un fallito colpo di stato repubblicano avvenuto due giorni prima, il cosiddetto Golpe de 28 de Janeiro de 1908 o Golpe do Elevador da Biblioteca.
La famiglia reale si trovava nel Palazzo Ducale di Vila Viçosa, ma gli eventi portarono il re ad anticipare il suo ritorno a Lisbona, prendendo un treno dalla stazione di Vila Viçosa la mattina del 1º febbraio. La scorta reale è arrivata in serata a Barreiro dove, per attraversare il Tago, ha preso un battello a vapore per Terreiro do Paço a Lisbona, intorno alle 17. Nonostante l'atmosfera di grande tensione, il re scelse di proseguire in carrozza scoperta, con scorta ridotta, per dimostrare la normalità. Nel salutare la folla presente in piazza, la carrozza fu colpita da diversi colpi. Uno dei proiettili della carabina ha colpito il collo del re, uccidendolo immediatamente. Seguirono altre sparatorie e il principe fu colpito da un altro colpo. La regina si difese con il mazzo di fiori offerto dal popolo, che usò per colpire uno degli aggressori saliti sulla carrozza. Anche il principe Manuele fu colpito a un braccio. Due degli aggressori, Manuel Buíça, insegnante di scuola elementare, e Alfredo Luís da Costa, impiegato ed editore del commercio, sono stati uccisi sulla scena. Altri sono riusciti a scappare. La carrozza entrò nell'Arsenale della Marina, dove furono verificate le morti del re e del suo erede.
Dopo l'attacco, il governo di João Franco fu destituito e venne avviata un'indagine rigorosa che ha scoperto, due anni dopo, che l'attacco era stato commesso da membri dell'organizzazione segreta Carbonária. Il processo di indagine terminò il 5 ottobre 1910. Tuttavia, in seguito si scoprì che più sospetti avevano un coinvolgimento diretto, alcuni dei quali si erano nascosti in Brasile e in Francia e almeno due erano stati uccisi dalla stessa Carbonária.
L'Europa è rimasta scioccata dall'attacco, poiché il re Carlo era molto apprezzato da altri capi di stato europei. Il regicidio di Lisbona accelerò la fine della monarchia ponendo sul trono D. Manuele II e gettando le parti monarchiche l'una contro l'altra.

### L'agonia della monarchia
A causa della sua giovane età (18 anni) e del modo tragico e sanguinoso in cui ascese al trono, Manuele II del Portogallo ottenne un'iniziale simpatia da parte del pubblico. Il giovane re iniziò il suo governo nominando un governo di consenso presieduto dall'ammiraglio Francisco Joaquim Ferreira do Amaral. Questo governo di pacificazione, come divenne noto, nonostante avesse raggiunto una calma temporanea, durò solo per un breve lasso di tempo. La situazione politica è peggiorata di nuovo rapidamente, portando ad avere sette diversi governi in due anni. I partiti monarchici si ribellarono ancora una volta e si divisero in gruppi frammentati, mentre il Partito Repubblicano continuava a guadagnare terreno. Nelle elezioni del 5 aprile 1908, le ultime elezioni legislative avvenute durante la monarchia, furono eletti in parlamento sette membri, tra cui Estêvão de Vasconcelos, Feio Terenas e Manuel de Brito Camacho. Nelle elezioni del 28 agosto 1910 il partito ebbe un clamoroso successo, eleggendo 14 deputati al parlamento, 10 per Lisbona.
Nel frattempo, nonostante l'evidente successo elettorale del movimento repubblicano, il settore più rivoluzionario del partito invocava la lotta armata come mezzo migliore per conquistare il potere in breve tempo. Fu questa fazione che uscì vittoriosa dal congresso del partito che ebbe luogo a Setúbal tra il 23 e il 25 aprile 1909. La direzione, composta dal moderato Teófilo Braga, Basílio Teles, Eusébio Leão, José Cupertino Ribeiro e José Relvas, ricevette dal congresso il mandato imperativo per avviare la rivoluzione. Il ruolo logistico per la preparazione del complotto fu assegnato agli elementi più radicali. Il comitato civile era formato da Afonso Costa, João Pinheiro Chagas e António José de Almeida, mentre l'ammiraglio Carlos Cândido dos Reis era il capo del comitato militare. Ad António José de Almeida fu assegnato il ruolo di organizzare le società segrete come la Carbonária, nella cui guida era integrato il commissario navale António Machado Santos, i massoni e la Giunta Liberale, guidata da Miguel Bombarda. Questo eminente medico ha svolto un ruolo importante nella diffusione della propaganda repubblicana tra la borghesia, che ha portato molti simpatizzanti alla causa repubblicana. Il periodo tra il congresso del 1909 e l'emergere della rivoluzione fu segnato da grande instabilità e disordini politici e sociali, con diverse minacce di rivolta che rasentarono l'eversione a causa dell'impazienza della marina, guidata da Machado Santos, che era pronto per l'azione.

## La sollevazione
Il 3 ottobre 1910 ebbe luogo la rivolta repubblicana decisiva a seguito dei disordini dei giorni precedenti. Nonostante la mancata partecipazione alla rivolta di molti sostenitori della causa, il governo fu incapace di raccogliere abbastanza truppe per reprimere i quasi duecento rivoluzionari armati radunati sulla Rotunda (l'odierna Praça Marquês de Pombal).

### Movimenti pre-rivoluzionari
Nell'estate del 1910 Lisbona brulicava di voci e molte volte il presidente del Consiglio dei ministri António Teixeira de Sousa fu avvertito di imminenti colpi di stato. La rivoluzione non fu un'eccezione: il colpo di stato era previsto dal governo, che il 3 ottobre dette ordine di fare la guardia a tutte le truppe di guarnigione della città. Dopo una cena offerta in onore di D. Manuele II dal presidente brasiliano Hermes da Fonseca, poi in visita di stato in Portogallo, il monarca si ritirò nel Palácio das Necessidades mentre suo zio ed erede al trono designato, il principe D. Alfonso Carlo di Braganza, andò sulla cittadella di Cascais. Dopo l'omicidio di Miguel Bombarda, ucciso da uno dei suoi pazienti, i leader repubblicani si riunirono con urgenza la notte del 3.
Alcuni funzionari erano contrari all'incontro a causa della forte presenza militare, ma l'ammiraglio Cândido dos Reis insistette perché si tenesse, dicendo "A Revolução não será adiada: sigam-me, se quiserem. Havendo um só que cumpra o seu dever, esse único serei eu". ("La Rivoluzione non tarderà: seguimi, se vuoi. Se ce n'è uno che adempie al loro dovere, questo sarò io."). Machado Santos era già entrato in azione e non partecipò all'assemblea. Invece, si recò negli alloggi militari del 16º reggimento di fanteria dove un caporale rivoluzionario aveva scatenato una ribellione che coinvolgeva la maggior parte della guarnigione. Un comandante e un capitano furono uccisi quando tentarono di controllarlo. Entrando in una caserma con dozzine di membri della Carbonária, l'ufficiale di marina proseguì con circa 100 soldati che entrarono nel 1º reggimento di artiglieria, dove il capitano Afonso Palla e alcuni sergenti e civili, avevano già preso l'edificio dell'amministrazione e catturato tutti gli ufficiali che rifiutavano di unirsi a loro. Con l'arrivo di Machado Santos si formarono due colonne che furono poste sotto la guida dei capitani Sá Cardoso e Palla. Il primo andò ad incontrare il 2º Reggimento di Fanteria e il 2º Reggimento Caçadores, anch'essi simpatizzanti della ribellione, per proseguire verso Alcântara dove doveva sostenere la caserma navale. Il percorso originario intersecava un avamposto della Guardia Comunale, perciò la colonna fu obbligata a seguire un percorso diverso. Dopo alcuni scontri con polizia e civili, fu ritrovata la colonna guidata da Palla. Insieme, le colonne avanzarono verso la Rotunda, dove si trincerarono intorno alle 5 del mattino. La forza di stanza era composta da circa 200 a 300 uomini del 1º reggimento di artiglieria, da 50 a 60 uomini del 16º reggimento di fanteria e circa 200 civili. I capitani Sá Cardoso e Palla e il commissario navale Machado Santos erano tra i 9 ufficiali al comando.